# لوكاس كيويتو
لوكاس كيويتو (بالألمانية: Lucas Cueto) هو لاعب كرة قدم ألماني، ولد في 24 مارس 1996 في كولونيا في ألمانيا. لعب مع نادي سانت غالن.

## وصلات خارجية
- لوكاس كيويتو على موقع الاتحاد الأوربي (الإنجليزية)
- لوكاس كيويتو على موقع قاعدة بيانات كرة القدم.إي يو (الإنجليزية)
- لوكاس كيويتو على موقع Soccerway.com (الإنجليزية)
- لوكاس كيويتو على موقع عالم كرة القدم.نت (الإنجليزية)
- لوكاس كيويتو على موقع AS.com (الإسبانية)